# Val Derniga
La Val Derniga corrisponde al bacino idrografico del torrente Derniga, racchiuso da una linea immaginaria che parte da Sicciole, sale a Corte d'Isola, gira ad ovest verso le cime dei monti Castellier e Malìo, continua fino al paese di Saredo, prosegue per Baredi e Gason, passa per la Crosera di Montetoso, segue poi la strada per Monte di Capodistria, gira a sud per Villanova di Pirano e San Pietro dell'Amata, scende verso il paese di Dragogna e con la "strada del bosco" finisce sul ponte dove questo vialone alberato supera il fiume Dragogna. In epoche storiche diverse questa valle era stata menzionata come Vallis Derniga, Reniga ed Erniga.
La valle è attraversata dalla Via Flavia che sale da Capodistria e scende verso Dragogna dopo la Crosera del monte Toso. L'antica arteria percorre la valle sempre sulla riva sinistra del Derniga, con larghe curve e in dolce discesa. La sponda sinistra della valle è scoscesa, boscosa e solamente una strada sale ad est verso il paese di Padena e continua poi verso la Val Dragogna. La sponda destra è molto più dolce con colli incisi da ruscelli, con paesetti e casolari sparsi lungo i pianori coltivati a vigneto. Il fondo valle, dopo il bivio di Padena, si allarga ed è tutto coltivato a vigneto, ortaggi e alberi da frutto. La strada passa per le case diValderniga.
Al paese di Dragogna, sorto all'incrocio tra la “strada del bosco” e la Via Flavia, un tempo chiamato Bivio Ferrari, la valle si interseca con quella del fiume Dragogna formando con questa una larga pianura che prosegue fino alla strada che da Sicciole sale verso Buie; questa pianura è quasi totalmente coperta da un grande frutteto coltivato a spalliera. La valle del torrente Derniga, una piccola conca situata fra colli marno-arenacei tutti coperti di vegetazione, è lunga una decina di chilometri, piacevole da percorrersi dati gli insediamenti abitativi molto vicini e collegati fra loro con molti sterrati e sentieri da praticarsi a piedi; le escursioni sono rese più piacevoli da osterie e ristoranti che non mancano in questa zona.
Nella Val Derniga si affacciano i paesi di Pàdena, Sergassi, Gasòn, Dragogna, S. Onofrio e Corte d’Isola che però fa parte del territorio di Isola d'Istria.